# Michael Mukasey
Michael Bernard Mukasey (New York, 28 luglio 1941) è un giurista statunitense.

## Biografia
È stato Procuratore generale degli Stati Uniti succedendo ad Alberto Gonzales dopo che questo si è dimesso a causa di alcuni scandali.
Mukasey in precedenza aveva svolto per 18 anni le funzioni di giudice federale presso la corte del distretto meridionale di New York, di cui è anche stato giudice capo per sei anni. In quella veste si occupò delle prime indagini sul terrorismo internazionale negli USA, a partire dall'Attentato al World Trade Center del 1993 e culminando con l'arresto di José Padilla.
Ha ricevuto numerosi premi, fra i quali si segnala la Learned Hand Medal.